# 江品璁

江品璁（1986年10月11日—）（PING-TSUNG, CHIANG；1986年生），台南人，中華民國台灣政治人物，台灣民眾黨籍，現為台灣民眾黨台南市黨部執行長；曾任蘋果日報、蘋果慈善基金會記者、前民眾黨台南市黨部副主委。

## 外部連結
江品璁的FACEBOOK專頁 （页面存档备份，存于）